# Office of Scientific Research and Development
L'Office of Scientific Research and Development (OSRD, « Bureau de recherches et de développement scientifiques ») était une agence du gouvernement fédéral des États-Unis créée pour coordonner la recherche scientifique à des fins militaires pendant la Seconde Guerre mondiale.

## Histoire
Les arrangements ont été faits pour le créer en mai 1941, en vue d'organiser les passerelles entre la recherche scientifique et les technologies utilisables sur le plan militaire (« développement »), d'accroître la liaison entre les diverses branches de recherche des diverses agences gouvernementales, et de créer un système pour financer la médecine militaire. Sur l'insistance de Vannevar Bush, Roosevelt décide formellement sa création (Executive Order N° 8807) le 28 juin 1941. L'OSRD reprend les travaux de la Commission nationale de recherche pour la défense (NDRC), mais avec un accès pratiquement illimité aux financements. Bush, qui en a été nommé directeur, dépend directement du président Roosevelt.
Les thèmes de recherche sont très divers, (voir l'organigramme de la NDRC), et  comprennent notamment des programmes consacrés à la mise au point de bombes nouvelles et plus précises, à des détonateurs plus fiables, aux fusées de proximité, aux radars et systèmes d'alerte avancée, à des armes d'infanterie plus légères et plus précises, à des traitements médicaux plus efficaces tels l'industrialisation de la pénicilline, à des véhicules plus universels, et, au sommet du secret, le Comité consultatif pour l'uranium, devenu la section S-1 de la NDRC puis de l'OSRD et qui deviendra le projet Manhattan, et mettra au point les premières bombes atomiques. 
D'octobre 1943 à octobre 1946, l'OSRD utilise des objecteurs de conscience du Service Public Civil comme cobayes humains pour la recherche dans les domaines de la malaria, du mal des montagnes, des rations sur les embarcations de sauvetage, de la survie à haute altitude, des gelures, de la psycho-acoustique, des gaz toxiques, de la tolérance à l'eau de mer, par ingestion ou par exposition externe, des températures extrêmes, du climat, de l'hygiène physiologique, de la thiamine, du repos alité et de la médecine de l'air. 
Pour l'étude des effets du régime alimentaire et de la nutrition, par exemple, Dr Ancel Keys du laboratoire d'hygiène physiologique de l'université du Minnesota soumet 32 objecteurs de conscience à un régime alimentaire contrôlé. Pendant trois mois, ils reçoivent un régime normal de 3 200 calories. Ceci est suivi de six mois à un régime à 1 800 calories, moins que ce que fournit le régime de famine subi par les populations civiles d'Europe pendant la guerre. Le programme de recherche enregistre la capacité des hommes à maintenir un travail physique, et les effets psychologiques, comme l'introversion, la léthargie, l'irritabilité et la dépression sévère. L'étude suit ensuite la longue route des hommes vers le retour à la normale, avec un régime normal, en regagnant le poids perdu pendant l'expérimentation. Les hommes indiqueront plus tard qu'ils n'auraient pas été volontaires pour ce programme s'ils en avaient connu toutes les rigueurs.
L'OSRD sera dissous en décembre 1947. L'Agence pour les projets de recherche avancée de défense créée en 1958, reprend les mêmes fonctions.